# Sara-Joleen Kaveh-Moghaddam

Sara-Joleen (2019)

Sara-Joleen Kaveh-Moghaddam (* 6. Januar 1987) ist eine deutschsprachige Schauspielerin und Künstlerin.

## Leben
Die gebürtige Iranerin besuchte mit fünf Jahren die Zeichenschule. Mit Mitte zwanzig wurde sie Schauspielerin und wirkte in der Reality-Serie Köln 50667 mit, in der sie seit dem Serienstart am 7. Januar 2013 die Rolle der Joleen Daatis verkörperte. 2016 stieg sie nach über 850 Folgen aus der Serie aus, um erst einmal dem Reisen als ihrer Leidenschaft nachzugehen, die sie in ihrem Blog imout und einem YouTube-Channel dokumentierte. Fünf Jahre später betrieb sie im Anschluss eine Influencer- und Modelkarriere in Köln einen Shop für handgearbeitete und nachhaltige Kleider und Mode-Accessoires. Mit Stand Sommer 2025 wirkt Kaveh-Moghaddam von Dortmund aus in den Bereichen Design und Fotografie.